# Языхан
Языхан (тур. Yazıhan) — город и район в провинции Малатья (Турция).